# Ahne (Schriftsteller)

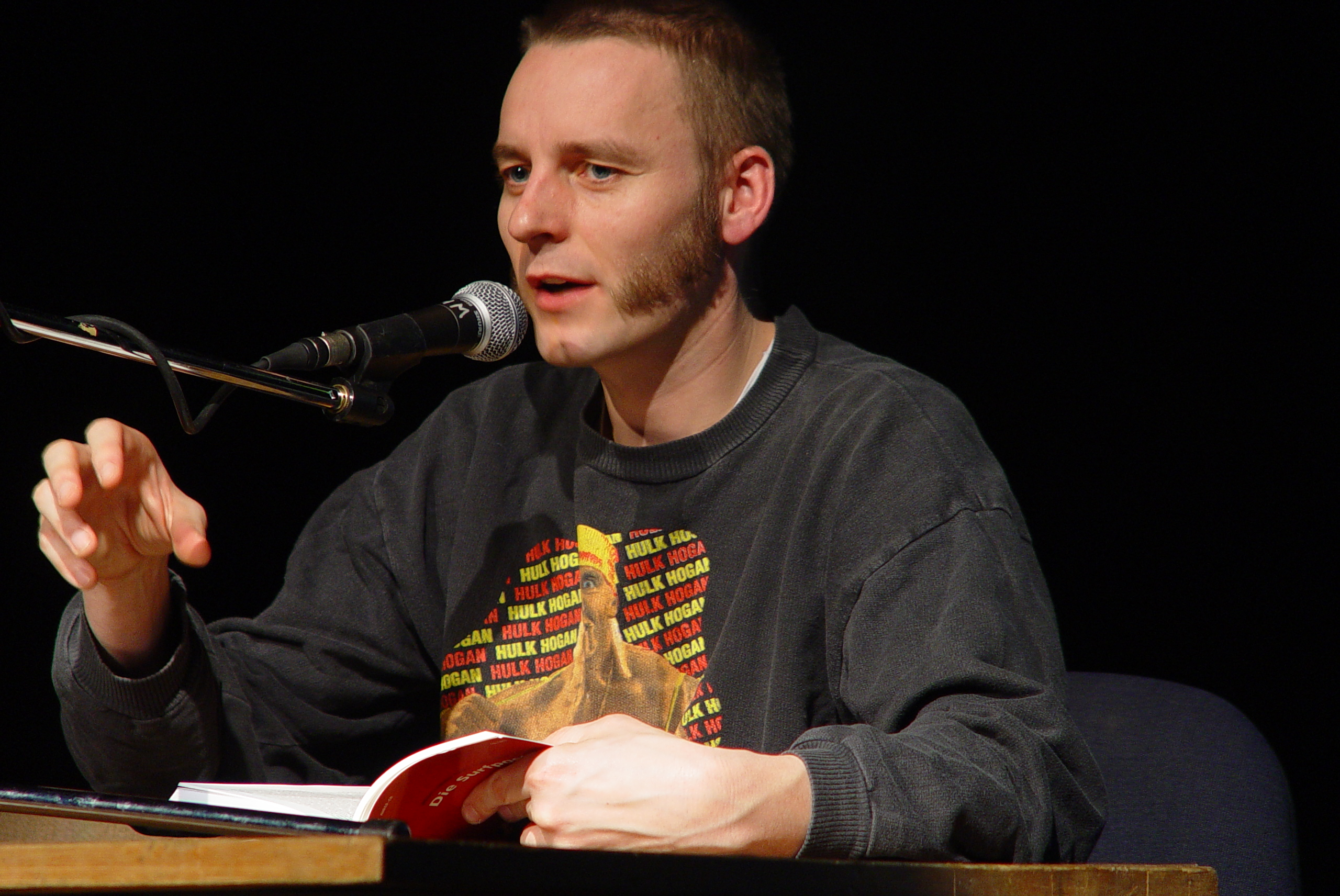
Ahne (2004)

Ahne (* 5. Februar 1968 als Arne Seidel in Berlin) ist ein deutscher Schriftsteller und Lesebühnenautor.

## Leben
Ahne wurde in Berlin-Buch geboren und lernte nach eigener Auskunft in der DDR Offset-Drucker und Schießen. Nach der Wende 1989/90 wurde er arbeitslos, dann Hausbesetzer. Eine Zeit lang betätigte er sich lokalpolitisch in der Bezirksverordnetenversammlung von Berlin-Lichtenberg.
Seit 1995 gehört Ahne zum Stamm der Berliner Lesebühne Reformbühne Heim & Welt, die jeden Sonntag (im Verlauf an unterschiedlichen Orten, unter anderem im Kaffee Burger) veranstaltet wird, und seit 1997 zu den Surfpoeten, denen er bis zum Jahr 2009 als festes Mitglied angehörte. Daneben tritt er als Sänger, Plattenaufleger und Fußballexperte auf. Bis 2015 waren seine Zwiegespräche mit Gott regelmäßig auf Radio Eins vom Rundfunk Berlin-Brandenburg zu hören.
Beiträge des Autors wurden in Anthologien veröffentlicht, mehrere Kurzgeschichten-Sammlungen sowie die Zwiegespräche mit Gott erschienen in Buchform.
Ahne lebt mit einem Kind in Berlin. Als Künstler und Autor verzichtet er auf die Nennung seines Nachnamens.

## Werke
- Wie ich einmal die Welt rettete. Kiepenheuer und Witsch, Köln 2001, ISBN 3-462-02991-6.
- Ahne, ATAK: ATAK vs. AHNE. AVANT-Verlag, Berlin 2002, ISBN 3-9807725-4-3.
- Ich fang noch mal von vorne an. Kiepenheuer und Witsch, Köln 2003, ISBN 3-462-03233-X.
- Ahne, Robert Weber, Michael Stein, Spider, Tube, Lt. Surf: Die Surfpoeten. Voland & Quist, Dresden 2004, ISBN 978-3-938424-01-8 (mit Audio-CD).
- Ahne, Jakob Hein, Jochen Schmidt, Volker Strübing, Rigoletti, Andreas Krenzke: Pauschal ins Paradies. Voland & Quist, Dresden 2007, ISBN 978-3-938424-20-9 (mit Audio-CD).
- Zwiegespräche mit Gott. Voland & Quist, Dresden 2007, ISBN 3-938424-17-6 (mit Audio-CD).
- Ahne, Robert Weber, Michael Stein, Spider, Tube, Lt. Surf: Die Rückkehr der Surfpoeten. Voland & Quist, Dresden 2007, ISBN 978-3-938424-24-7 (mit Audio-CD).
- Was war eigentlich morgen. Voland & Quist, Dresden 2008, ISBN 978-3-938424-25-4 (mit Audio-CD).
- Neue Zwiegespräche mit Gott. Voland & Quist, Dresden 2009, ISBN 978-3-938424-41-4 (mit MP3-CD).
- Ahne, Bov Bjerg, Uli Hannemann, Jakob Hein, Falko Hennig, Wladimir Kaminer, Manfred Maurenbrecher, Sarah Schmidt, Heiko Werning, Jürgen Witte: Am besten was Neues – 15 Jahre Reformbühne Heim & Welt. Voland & Quist, Dresden 2010, ISBN 978-3-938424-54-4 (mit Audio-CD).
- Gedichte, die ich mal aufgeschrieben habe. Voland & Quist, Dresden 2011, ISBN 978-3-938424-83-4 (mit Audio-CD).
- Zwiegespräche mit Gott – Unser täglich Brot. Voland & Quist, Dresden 2011, ISBN 978-3-938424-82-7 (mit Audio-CD).
- Wieder kein Roman – Texte und Strichzeichnungen. Voland & Quist, Dresden 2012, ISBN 978-3-86391-016-7 (mit Audio-CD).
- Zwiegespräche mit Gott – Das vierte Buch. Voland & Quist, Dresden 2014, ISBN 978-3-86391-063-1 (mit Audio-CD).
- Ab heute fremd. Voland & Quist, Dresden 2016, ISBN 978-3-86391-139-3 (mit Audio-CD).
- Rache! Voland & Quist, Dresden 2018, ISBN 978-3-86391-200-0 (Audio-CD).
- Zwiegespräche mit Gott - Unter der Fuchtel der Zeit. Voland & Quist, Dresden 2019. ISBN 9783863912383 (mit Audio-CD)
- Wie ich einmal lebte. Roman. Voland & Quist, Dresden 2023. ISBN 9783863913809
- Reinhard Lauck : einer von uns. Verlag Voland & Quist GmbH, Berlin 2024, ISBN 978-3-86391-423-3.